# Outcast (jeu vidéo)
Pour les articles homonymes, voir Outcast.
Outcast est un jeu vidéo d'action-aventure développé par le studio belge Appeal et édité par Infogrames en 1999. Le joueur incarne Cutter Slade, un ancien SEAL américain, envoyé dans un monde parallèle avec trois scientifiques réparer une sonde dont les dysfonctionnements menacent de détruire la Terre.
Outcast est l'un des rares jeux à utiliser un moteur 3D basé sur la technologie voxel ; il n'utilise pas les systèmes d'accélération matérielle des cartes graphiques : tout est calculé par le processeur en utilisant au maximum le jeu d'instructions MMX. Les graphismes sont détaillés, mais la résolution maximale est limitée à 512 × 384.
À sa sortie, le jeu est salué pour ses qualités graphiques, musicales et narratives,. Les ventes restent cependant modestes : sur son site, le concepteur Franck Sauer estime qu'environ 400 000 versions boite ont été vendues (dont 50 000 aux États-Unis).
En 2014, la société Fresh3D publie Outcast 1.1, une nouvelle version compilée à partir du code source d'origine débarrassé de plusieurs bugs et adapté pour une résolution maximale de 1920 × 1080 ; celle-ci est téléchargeable depuis le 18 décembre 2014 sur Steam, ou bien sur GOG.com.
Il a fait l'objet d'un remake sorti en 2017 intitulé Outcast : Second Contact.
Une suite intitulée Outcast: A New Beginning et développé par l'équipe originale est sortie le 15 mars 2024. Celle-ci se passe 20 ans après le premier épisode.

## Présentation

### Synopsis
En 2007, le gouvernement américain lance une sonde destinée à prouver l'existence de mondes parallèles. L'expérience réussit et la sonde transmet les images d'un monde nouveau, Adelpha ; hélas, un être humanoïde se manifeste, fait feu sur la sonde et l'endommage, ce qui génère sur Terre un violent contrecoup énergétique donnant naissance à un trou noir qui menace de détruire la planète.
Les autorités ordonnent alors à Cutter Slade, un militaire des forces spéciales de la marine américaine, d'accompagner  trois scientifiques chargés de réparer la sonde : William Kauffman et Anthony Xue sont les deux physiciens qui ont mis au point l'engin, et Marion Wolfe est une chercheuse en exobiologie qui devrait aider l'équipe à s'adapter à un environnement extraterrestre. Après un court briefing, Cutter Slade est envoyé vers Adelpha.
Le soldat se réveille dans une cabane en bois située dans une région glaciale appelée le Ranzaar ; il y est accueilli par le peuple d'Adelpha, les Talans, qui le considèrent comme une sorte de messie et l'appellent « Ulukaï ». L'un d'entre eux, Zokrym, vient le voir et lui demande, au nom de tous les Talans d'Adelpha, d'accomplir les prédictions du prophète Kazar en retrouvant les cinq reliques sacrées (les Môns) qui permettront de chasser le tyran Fae Rhan. Cutter Slade se résout à  accepter quand Zokrym lui promet de retrouver la sonde en échange de son aide ; il doit désormais sauver deux mondes, la Terre et Adelpha.

« Ce sera une mission facile, Commander. Une simple opération de maintenance. Ça ne pourra que bien se passer. Bilan : j'aurai paumé mon équipage, je ne sais pas où est la sonde, les indigènes prennent mon équipement pour des bondieuseries, et je suis largué en plein ploucland avec juste un sac à dos, mon HK-P12, et trente cartouches. »

— Cutter Slade

### Le monde d'Adelpha

Symbole d'Ulukaï.

Les habitants d'Adelpha s'appellent les Talans. Cutter Slade (Ulukaï) voyagera dans six des régions de la planète en empruntant des daokas, qui ressemblent aux portes des étoiles dans l'univers de Stargate.
- Le Motazaar est une région de montagnes où les mineurs extraient l'hélidium qui alimente les armes des soldats de Fae Rhan ; le sol est devenu instable et de nombreux lacs de lave sont apparus.
- L'Okaar est la région la plus boisée et la plus sauvage de la planète, et les mystères qui l'entourent alimentent de nombreuses légendes.
- L'Okasankaar est une région d'îles marécageuses où les pêcheurs capturent l'essentiel des poissons qui nourrissent les habitants.
- Le Ranzaar est un petit territoire où l'hiver est permanent ; c'est le dernier refuge des rebelles opposés au régime de Fae Rhan.
- Le Shamazaar est le territoire où sont construits les quatre temples dévolus aux quatre divinités (les Yods) des Talans ; cette zone humide permet aux paysans de cultiver le Riss, qui constitue un aliment de base des Talans.
- Le Talanzaar est un désert où se trouve la seule grande ville d'Adelpha, Okriana ; celle-ci constitue le cœur culturel et artisanal d'Adelpha, et sert de centre de commandement à Fae Rhan.

## Système de jeu

### Interface
En réglant le zoom qui affiche le paysage, le joueur peut se comporter comme s'il voyait à travers les yeux de Cutter Slade (vision subjective) ou comme si la caméra était placée à côté du personnage (vue à la troisième personne). Un bouton d'action primaire permet de déclencher les actions les plus usuelles (ouvrir une porte, utiliser un objet, faire feu, etc.) ou de nager en profondeur ; un bouton d'action secondaire permet d'activer le mode combat ou de nager vers la surface.
Un système d'affichage tête haute (ou Head Up Display, abrégé HUD) superpose au paysage, en haut de l'écran, la barre de vie (et, sous l'eau, d'oxygène) du héros, une boussole, et une icône contextuelle indiquant l'action déclenchée par le bouton d'action primaire (exemple : si Cutter Slade s'approche de quelqu'un, l'icône prend la forme d'une tête ; presser le bouton d'action primaire enclenche un dialogue) ; la partie du bas est réservée aux messages et, si le joueur le désire, à la carte de la région.
Le joueur dispose d'un carnet de mission qui enregistre les quêtes accomplies ou en cours, d'un lexique qui compile le vocabulaire extraterrestre, et d'un « sac à dos réducteur » qui stocke les objets trouvés ou achetés pendant l'aventure. L'inventaire des armes est séparé de l'inventaire général.
Les dialogues s'effectue par choix de mots clés dans l'interface dédiée aux conversations.

### Intelligence artificielle
Le jeu utilise le moteur d'intelligence artificielle GAIA (Game Artificial Intelligence with Agents) fondé sur les travaux en intelligence artificielle distribuée : chaque personnage se comporte comme un agent au comportement cohérent, qui travaille ou interagit avec les autres en fonction de son métier, de son identité et de sa perception des évènements (par exemple, un soldat isolé qui repère Cutter Slade pourra préférer aller chercher des renforts plutôt que de l'attaquer).

## Distribution
Réalisation: Yves Grolet, Yann Robert et Franck Sauer
Quêtes et dialogues: Douglas Freese
Gestion de projet: Olivier Masclef
Musique: Lennie Moorex
Le doublage a été réalisé par Knockin' Boots Production (Paris).
- Patrick Poivey : Cutter Slade
- Françoise Cadol : Marion Wolfe, la voix de l'équipement
- Jean-Louis Faure : Professeur Anthony Xue/Faé-Rhan
- Marc Moro : Professeur William Kauffman/Kazar
- Hubert Drac : Major Doug Vernon

## Accueil
Outcast est généralement considéré comme un très bon titre et les critiques retiennent généralement les points positifs suivants : univers riche, liberté d'action totale dans un monde ouvert, intelligence artificielle de qualité, musique superbe, doublages bien réalisés, interface simple et agréable à utiliser. Par contre, les avis sont plus partagés au sujet des graphismes et de la trame générale.
Les performances graphiques sont jugées bonnes, mais l'ensemble est simultanément apprécié pour ses performances et critiqué pour sa gourmandise (toute relative aujourd'hui) alors que la résolution maximale reste limitée.
La trame générale de l'histoire est appréciée, sans pour autant être jugée particulièrement originale. Quelques critiques déplorent même la quantité de quêtes secondaires sans grand intérêt qui semblent placées là pour augmenter artificiellement la durée de vie du jeu.
Enfin, quelques défauts mineurs sont parfois remarqués (exemples mentionnés par Eurogamer : corps de Cutter Slade traversant un décor, problème de placement des personnages avant une cinématique, lenteur des projectiles des armes).

## Musique
Composée par Lennie Moore, la musique d'Outcast est l'une des plus belles que l'on puisse entendre dans un jeu vidéo. En effet, le compositeur américain en a confié l'interprétation à l'Orchestre philharmonique de Moscou et sa chorale, ce qui donne aux musiques un son symphonique.

## Inspirations
Le nom du monde Adelpha est peut-être inspiré de la famille de papillons du même nom.

## Postérité
La suite officielle du premier opus devait s'appeler Outcast 2: The Lost Paradise ; son développement est suspendu en avril 2002, quelques mois avant la faillite d'Appeal.
L'équipe d'Eternal Outcasts (un groupe de volontaires non affiliés aux sociétés qui ont produit ou édité Outcast) travaille actuellement sur une suite non officielle, OpenOutcast. Après avoir testé différents moteurs (Gothic, Crystal Space 3D, CryEngine 2), l'équipe opte pour le CryEngine 3. La dernière démo publiée, Oasis 1.1, est un mod utilisable avec la version de démonstration de Crysis Wars.
Le 2 juillet 2013, les fondateurs du studio Appeal (Yves Grolet, Yann Robert et Franck Sauer) rachètent la licence à Atari. La propriété intellectuelle revient alors à la société Fresh3D, fondée par Yann Robert et Franck Sauer en 2004 ; l'entreprise tente d'abord de financer un reboot en haute définition (Outcast Reboot HD) via une campagne Kickstarter, qui se déroule du 7 avril au 7 mai 2014 et se conclut avec 268 964 $ promis au lieu de 600 000 $ escomptés, puis publie Outcast 1.1 en décembre 2014 : il s'agit d'une nouvelle version compilée à partir du code source d'origine débarrassé de plusieurs bugs et adapté pour une résolution maximale de 1920 × 1080.
Un remake officiel (Outcast: Second Contact) est publié le 14 novembre 2017 pour Windows, PlayStation 4 et Xbox One. Il est développé par Appeal et publié par Bigben Interactive.
Une suite directe, intitulée Outcast: A New Beginning et développé par l'équipe originale, est sortie le 15 mars 2024.